# منصورآباد علیا
منصورآباد علیا، روستایی از توابع بخش رستم شهرستان ممسنی در استان فارس ایران است.

## جمعیت
این روستا در دهستان رستم دو قرار دارد و براساس سرشماری مرکز آمار ایران در سال ۱۳۸۵، جمعیت آن ۳۹۰ نفر (۸۰خانوار) بوده‌است.

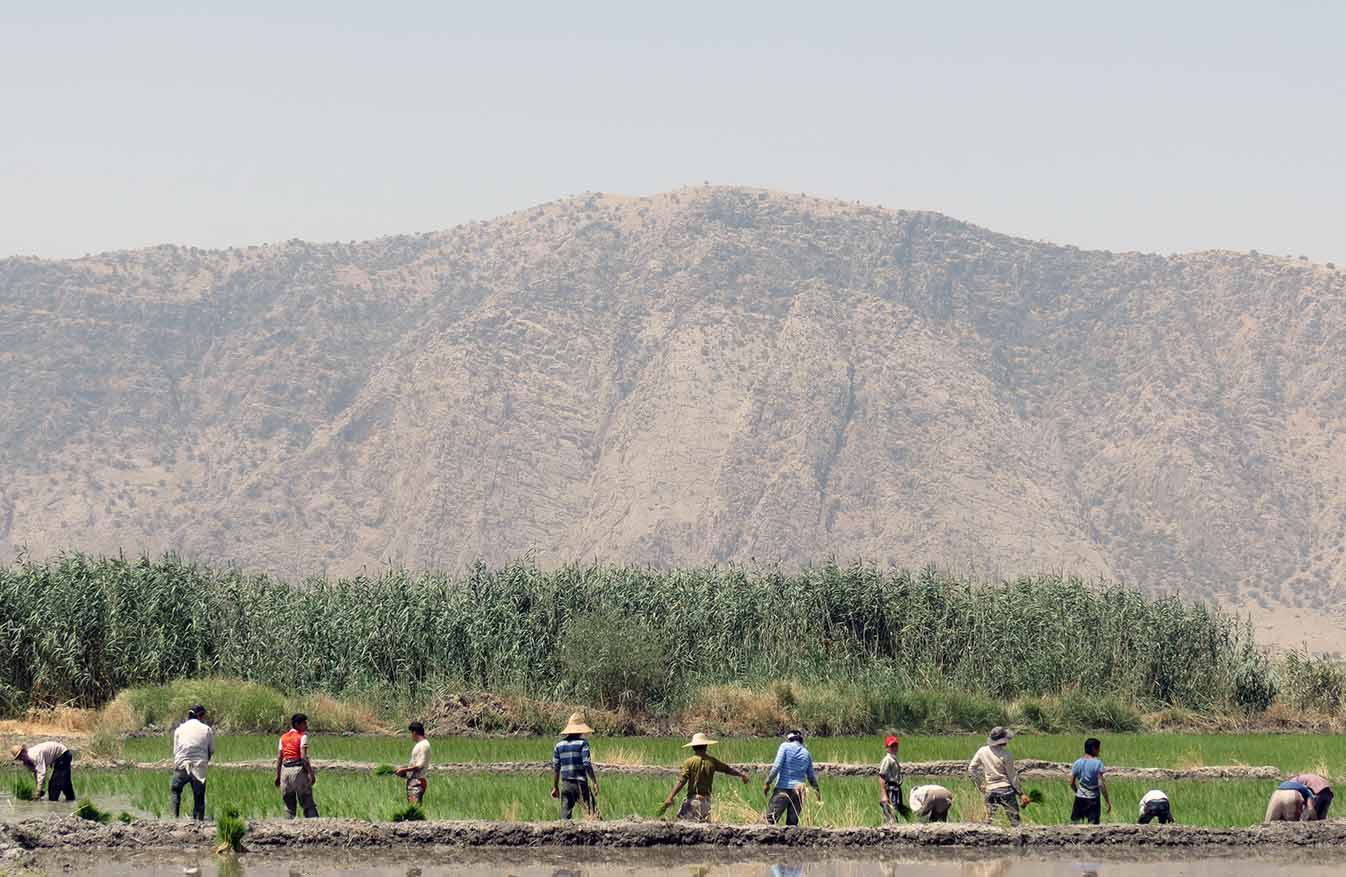
شالیکاری در منصورآباد